# Izydor Szaraniewicz

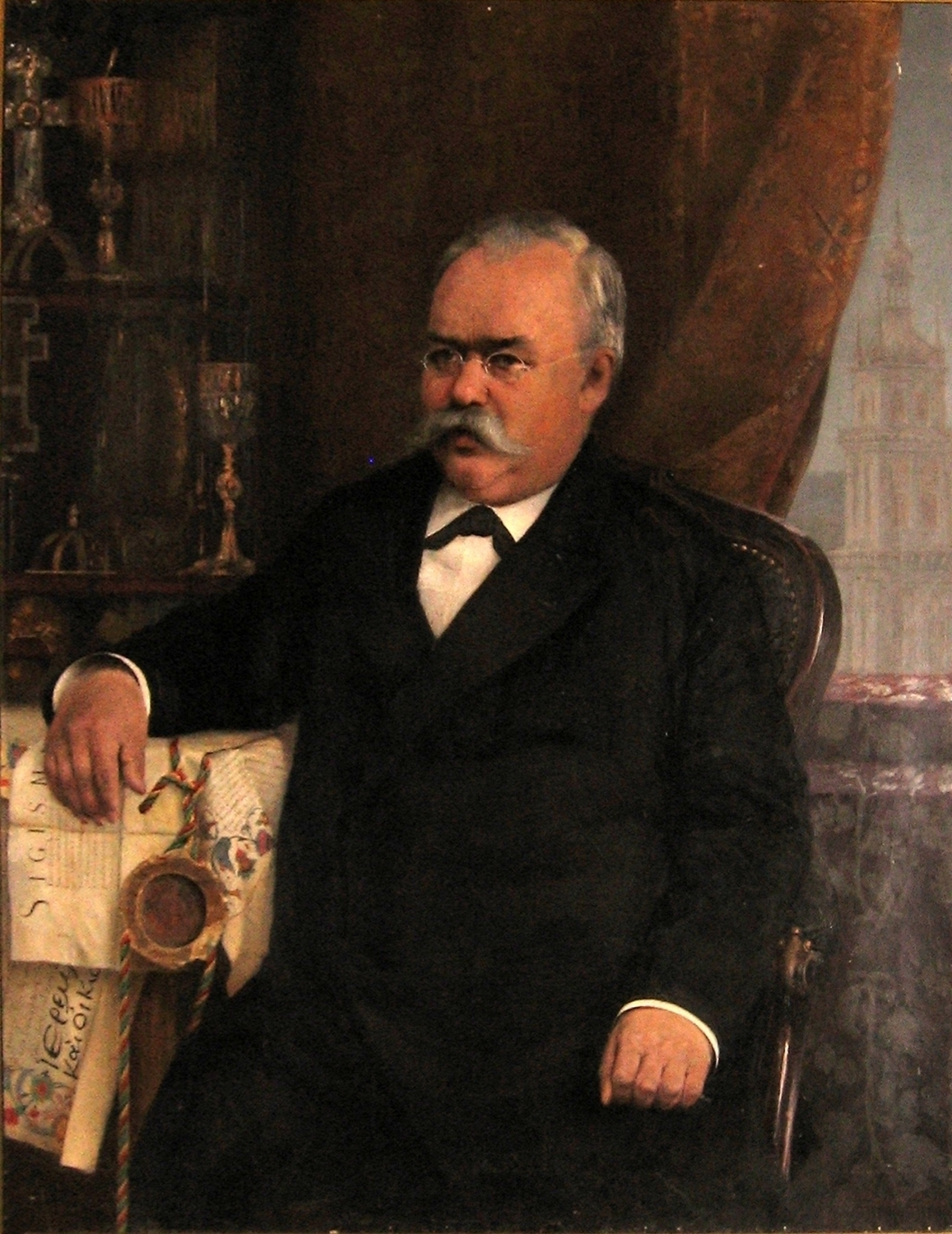
Izydor Szaraniewicz

Izydor Szaraniewicz (1829–1901) foi um historiador ucraniano.

## Publicações selecionadas
- Krótki opis geograficzny austryacko-węgierskiej monarchii (1875);
- Trzy opisy historyczne staroksiążęcego grodu Halicza w roku 1860, 1880 i 1882 (1883)